# Gaius Sulpicius Galus (Konsul 166 v. Chr.)
Gaius Sulpicius Galus († kurz vor 149 v. Chr.) entstammte dem römischen Patriziergeschlecht der Sulpicier und war 166 v. Chr. Konsul.
Gaius Sulpicius Galus war der Enkel des gleichnamigen Konsuls von 243 v. Chr. Der Althistoriker Friedrich Münzer vermutet, dass sein Vater der 211 v. Chr. Sizilien verwaltende Prätor Gaius Sulpicius gewesen sein könnte, dessen Cognomen jedoch unbekannt ist.
Im ersten Teil seines cursus honorum tritt Galus hauptsächlich im Gefolge des Lucius Aemilius Paullus Macedonicus auf, mit dem er wohl enger befreundet war. Aus dem Umstand, dass die beiden Männer 171 v. Chr. von der Provinz Hispania ulterior zu senatorischen Patronen bei Klagen gegen erpresserische spanische Statthalter gewählt wurden, dürfte hervorgehen, dass Galus wohl 191/190 v. Chr. während der Statthalterschaft des Paullus in dieser Provinz gewirkt hatte. Jedenfalls nahm er 182 v. Chr. am Feldzug des damals zum ersten Mal zum Konsul gewählten Paullus gegen den Stamm der Ligurer teil und benachrichtigte den Senat im nächsten Jahr über den Erfolg seines Oberfeldherrn.
169 v. Chr. wurde Galus Stadtprätor und unterstützte zusammen mit seinem späteren Konsulatskollegen Marcus Claudius Marcellus das Volk gegen die Konsuln Quintus Marcius Philippus und Gnaeus Servilius Caepio, als sich Letztere über den Widerstand bei den Rekrutierungen für den Dritten Makedonisch-Römischen Krieg beschwerten. Galus und Marcellus schoben den Konsuln wegen deren angeblich zu großem Ehrgeiz die Schuld zu und führten dann im Auftrag des ihnen Recht gebenden Senats selbst die Truppenaushebungen durch. In seiner Funktion als Stadtprätor veranstaltete Galus auch eine Aufführung der Thyestes des römischen Dichters Ennius.
168 v. Chr. nahm Galus als Militärtribun am siegreichen Feldzug des zum zweiten Mal zum Konsul gewählten Paullus gegen den letzten makedonischen König Perseus teil. In der Nacht vor der entscheidenden Schlacht von Pydna (21./22. Juni 168 v. Chr.) bewirkte eine totale Mondfinsternis große Unruhe bei beiden Kriegsparteien. Die glaubwürdigere Überlieferung führt dazu aus, dass Paullus trotz Kenntnis des Zustandekommens des Ereignisses aus Rücksicht auf die religiöse Meinung Sühnopfer durchführte; eine Mitwirkung des Galus wird nicht erwähnt. Nach anderer Tradition gab dagegen Galus die astronomische Erklärung für die Entstehung des Phänomens und konnte so die Angst der Römer abbauen. Eine dritte Version behauptet gar, dass Galus die Mondfinsternis vorhersagte und damit erst recht die Beruhigung der Soldaten erreichte. Die Basis für diese Ausschmückung dürfte die Tatsache sein, dass Galus ein dem Varro bekanntes, bald aber verschollenes Buch über Astronomie verfasste. Sonst ist wenig über seine Bildung bekannt.
167 v. Chr. kommandierte Galus im Auftrag des damals Griechenland bereisenden Paullus die römischen Truppen, die ihr Quartier bei Amphipolis bezogen hatten, musste sich aber später den Tadel des Paullus gefallenlassen, nicht streng genug mit dem gefangenen Makedonenkönig, aber auch mit den eigenen Heeresangehörigen verfahren zu sein.
Den Höhepunkt seiner Laufbahn erreichte Galus 166 v. Chr., als er gemeinsam mit Marcus Claudius Marcellus das Konsulat bekleidete. In Oberitalien besiegten sie die Ligurer und andere Alpenvölker. Als Belohnung für diesen Erfolg wurde ihnen die Abhaltung eines Triumphes gestattet.
164 v. Chr. unternahm Galus gemeinsam mit einem Manius Sergius eine diplomatische Reise in den Osten. In Griechenland sollte er die Entscheidung in einem Grenzkonflikt zwischen Sparta und Megalopolis fällen. In Sardes ging er dem Wahrheitsgehalt der Klagen gegen Eumenes II. von Pergamon nach sowie dem Verdacht, dass Eumenes mit dem Seleukidenkönig Antiochos IV. gemeinsame Sache gegen Rom mache. Der Geschichtsschreiber Polybios wirft Galus rücksichtsloses Vorgehen und grobe Parteilichkeit gegen Eumenes vor.
Als Galus einen Sohn verlor, ertrug er diesen Schicksalsschlag sehr gefasst. Angeblich wegen seiner sittenstrengen Gesinnung ließ er sich von seiner Gattin scheiden, weil sie öffentlich ohne Schleier aufgetreten sei. Da sich aber in dieser Epoche Paullus und der ältere Cato, die als äußerst tugendhaft galten, ebenfalls scheiden ließen, um in höherem Alter stehend mit einer zweiten Gemahlin weiteren Nachwuchs zeugen zu können, nimmt Friedrich Münzer für Galus dasselbe Motiv an: Nach dem Ableben seines Sohnes war seine Gattin vielleicht zu alt für die Geburt weiterer Kinder, so dass er sich unter dem Vorwand seiner Sittenstrenge von ihr trennte und mit einer neuen Gattin den bei seinem Hinscheiden noch minderjährigen Sohn Quintus Sulpicius Galus zeugte.
Als wohl schon recht betagter Mann starb Galus kurz vor 149 v. Chr., denn in diesem Jahr stand sein erwähnter minderjähriger Sohn bereits unter der Vormundschaft des Servius Sulpicius Galba.
Der Mondkrater Sulpicius Gallus ist nach ihm benannt.